# UCI Asia Tour 2024
El UCI Asia Tour 2024 fue la vigésima edición del calendario ciclístico internacional asiático. Se inició el 26 de enero de 2024 en los Emiratos Árabes Unidos, con el Sharjah Tour y finalizó el 20 de octubre de 2024 con el Japan Cup en Japón. En principio, se disputarían 37 competencias, otorgando puntos a los primeros clasificados de las etapas y a la clasificación final, aunque el calendario puede sufrir modificaciones a lo largo de la temporada con la inclusión de nuevas carreras o exclusión de otras.

## Equipos
Los equipos que participaron en las diferentes carreras depende de la categoría de las mismas. Los equipos UCI WorldTeam y UCI ProTeam, tienen cupo limitado para competir de acuerdo al año correspondiente establecido por la UCI, los equipos Equipos UCI Continentales y selecciones nacionales no tienen restricciones de participación:
| Categoría      | Categoría                       | Equipos                                                                                    |
| -------------- | ------------------------------- | ------------------------------------------------------------------------------------------ |
| .1             | 1.1 (Carrera de un día)         | * UCI WorldTeam (max 50%) * UCI ProTeam * Continentales * Selecciones nacionales           |
| .1             | 2.1 (Carrera de varios días)    | * UCI WorldTeam (max 50%) * UCI ProTeam * Continentales * Selecciones nacionales           |
| .2             | 1.2 (Carrera de un día)         | * UCI ProTeam * Continentales * Selecciones nacionales * Selecciones regionales * Amateurs |
| .2             | 2.2 (Carrera de varios días)    | * UCI ProTeam * Continentales * Selecciones nacionales * Selecciones regionales * Amateurs |
| .Ncup (sub-23) | 1.Ncup (Carrera de un día)      | * Selecciones nacionales * Selecciones mixtas                                              |
| .Ncup (sub-23) | 2.Ncup (Carrera de varios días) | * Selecciones nacionales * Selecciones mixtas                                              |

## Calendario
Las siguientes son las carreras que componen el calendario UCI Asia Tour para la temporada 2024 aprobado por la UCI.
| UCI Asia Tour 2024         | UCI Asia Tour 2024     | UCI Asia Tour 2024                          | UCI Asia Tour 2024 | UCI Asia Tour 2024 |
| Fecha                      | País                   | Carrera                                     | Ganador            |                    |
| -------------------------- | ---------------------- | ------------------------------------------- | ------------------ | ------------------ |
| 5 de nov                   | Japón                  | Karst International Road Race               | Benjamín Prades    |                    |
| 26 – 31 de enero           | Emiratos Árabes Unidos | Sharjah Tour                                | Gal Glivar         |                    |
| 30 de enero – 3 de febrero | Arabia Saudí           | Saudi Tour                                  | Simon Yates        |                    |
| 9 de feb                   | Omán                   | Clásica de Mascate                          | Finn Fisher-Black  |                    |
| 10 – 14 de marzo           | República de China     | Tour de Taiwán                              | Joseph Blackmore   |                    |
| 1 – 6 de abril             | Tailandia              | Tour de Tailandia                           | Adne van Engelen   |                    |
| 13 de oct                  | Hong Kong              | Sun Hung Kai Properties Hong Kong Challenge | cancelada          |                    |

## Clasificaciones parciales
- Nota:  Las clasificaciones finales fueron:[4]

### Individual
| Posición | Corredor              | Equipo              | Puntos |
| -------- | --------------------- | ------------------- | ------ |
| 1.º      | Alexey Lutsenko       | Astana Qazaqstan    | 549.43 |
| 2.º      | Lyu Xianjing          | China Glory-Mentech | 355    |
| 3.º      | Yevgeniy Fedorov      | Astana Qazaqstan    | 326.33 |
| 4.º      | Euro Kim              | LX Cycling Team     | 290    |
| 5.º      | Yamamoto Masaki       | Ukyo                | 283    |
| 6.º      | Jambaljamts Sainbayar | Burgos-BH           | 274.33 |
| 7.º      | Dmitriy Gruzdev       | Astana Qazaqstan    | 234.76 |
| 8.º      | Batsaikhan Tegshbayar | Roojai Insurance    | 227.5  |
| 9.º      | Yuma Koishi           | Ukyo                | 214    |
| 10.º     | Dmitriy Bocharov      | Tashkent City       | 206    |

| Posiciones 11º al 20º | Posiciones 11º al 20º  | Posiciones 11º al 20º             | Posiciones 11º al 20º |
| --------------------- | ---------------------- | --------------------------------- | --------------------- |
| 11.º                  | Ilkhan Dostiyev        | Astana Development                | 204                   |
| 12.º                  | Nur Aiman Rosli        | Terengganu                        | 189                   |
| 13.º                  | Nicolas Vinokourov     | Astana Qazaqstan                  | 187                   |
| 14.º                  | Gleb Brussenskiy       | Astana Qazaqstan                  | 185                   |
| 15.º                  | Thanakhan Chaiyasombat | Thailand Continental Cycling Team | 182.67                |
| 16.º                  | Abdulla Jasim Al-Ali   | UAE Team Gen-Z                    | 180                   |
| 17.º                  | Mohammad Al Mutaiwei   | UAE Team Gen-Z                    | 153                   |
| 18.º                  | Nikita Tsvetkov        | Tashkent City                     | 150                   |
| 19.º                  | Sarawut Sirironnachai  | Thailand Continental Cycling Team | 136.67                |
| 20.º                  | Marino Kobayashi       | Matrix Powertag                   | 133                   |

### Equipos
| Posición | Equipo                       | Puntos  |
| -------- | ---------------------------- | ------- |
| 1.º      | Terengganu                   | 1879.33 |
| 2.º      | Ukyo                         | 1498    |
| 3.º      | Roojai Insurance             | 1361.68 |
| 4.º      | Astana Qazaqstan Development | 1061    |
| 5.º      | UAE Team Gen-Z               | 946     |

### Países
| Posición | País       | Puntos  |
| -------- | ---------- | ------- |
| 1.º      | Kazajistán | 1899.85 |
| 2.°      | Japón      | 1075    |
| 3.º      | China      | 881     |
| 4.º      | Mongolia   | 867.16  |
| 5.º      | Uzbekistán | 782.99  |

### Países sub-23
| Posición | País                   | Puntos |
| -------- | ---------------------- | ------ |
| 1.º      | Uzbekistán             | 680.33 |
| 2.°      | Kazajistán             | 644    |
| 3.º      | Emiratos Árabes Unidos | 392    |
| 4.º      | China                  | 302    |
| 5.º      | Indonesia              | 268.66 |

## Evolución de las clasificaciones
| Fecha       | Clasificación individual | Clasificación por equipos | Clasificación por países | Clasificación por países sub-23 |
| ----------- | ------------------------ | ------------------------- | ------------------------ | ------------------------------- |
| 31 de enero |                          |                           |                          |                                 |